# Karnozaury
Karnozaury (Carnosauria) – grupa dużych dinozaurów mięsożernych występujących od jury do późnej kredy. Była ona różnie definiowana – niegdyś do karnozaurów wliczano wszystkie duże teropody (np. tyranozaury, megalozaury czy ceratozaury), nie zważając na różnice w ich budowie. Niektórzy klasyfikowali w tej grupie nawet przedstawicieli Crurotarsi, takich jak teratozaur, czy ornitozuch. Dopiero badania prowadzone w latach 1980–1990 wykazały, że nie są one ze sobą blisko spokrewnione i istnieje między nimi dużo różnic. Obecnie tyranozaury uznaje się za celurozaury, megalozaury za bazalne tetanury a ceratozaury za prymitywniejsze awerostry. Obecnie uważa się ją za grupę dinozaurów, którym bliżej do gatunku Allosaurus fragillis niż do Passer domesticus (zmodyfikowana definicja Holtza z 2004, powstała ze zmodyfikowanej definicji Holtza z 1995). Pod względem definicji jest ona równa następującym grupom: Allosauria (według definicji Paula z 1988), Allosauroidea (według definicji Paula Sereno z 1998) oraz Yangchuanosauria (Longrich, 2002). Ostatnio odkryto bardzo duże karnozaury takie jak giganotozaur czy tyranotytan, należące do największych znanych teropodów. Pod względem rozmiarów karnozaury ustępują tylko megalozauroidom, do których należy spinozaur – największy znany teropod. Charakterystycznymi cechami karnozaurów są: duże oczy, długa wąska czaszka oraz kość udowa będąca dłuższa niż piszczel. Ich mózgi przypominały budową mózgi aligatorów. Karnozaury łącznie z celurozaurami należą do grupy Avetheropoda, obejmującej ostatniego wspólnego przodka gatunków Allosaurus fragillis i Passer domesticus i wszystkich jego potomków.

Porównanie rozmiaru wybranych karnozaurów

## Klasyfikacja
- Carnosauria
  - Gazozaur?
  - Siamotyrannus ?
  - Nadrodzina Allosauroidea
    - Becklespinax?
    - Erektopus
    - Rodzina Allosauridae
    - Rodzina Carcharodontosauridae
    - Rodzina Neovenatoridae
    - Rodzina Sinraptoridae

Dawniej zaliczano do tej grupy (oprócz karnozaurów incertae sedis) rodziny: Abelisauridae, Baryonynchidae, Ceratosauridae, Cryolophosauridae, Megalosauridae, Spinosauridae i Tyrannosauridae.

## Carnosaurus
„Carnosaurus” to nieformalny rodzaj teropoda, pojawiający się na niektórych listach dinozaurów. Nazwy tej po raz pierwszy użył Friedrich von Huene w 1929. Najprawdopodobniej powstała ona w wyniku literówki. Początkowo Heune przypisał odkryte przez siebie skamieliny do Carnosauria incertae sedis, jednak w czasie publikacji nazwa ta została zmieniona na „Carnosaurus”, w wyniku czego powstał nowy, nieformalny rodzaj teropoda. „Carnosaurus” nie został formalnie opisany i nazwa ta nie jest używana.